# ブレスラウ条約
ブレスラウ条約（ブレスラウじょうやく、Vorfrieden von Breslau）は、1742年6月11日にブレスラウで締結された、オーストリア継承戦争におけるプロイセンとオーストリア大公国（ハプスブルク帝国）との間の講和条約である。
同年7月28日にベルリンで同内容の条約が最終合意として再締結されており、こちらをベルリン条約という。いずれにせよ、この条約によって第一次シュレージエン戦争は終結した。

## 概要
クラインシュネレンドルフの密約によって一度は停戦した両国であるが、すぐに戦闘は再開された。
マリア・テレジアはフリードリヒ大王にシュレージエンを渡すまいとして懸命であったが、プロイセン軍にコトゥジッツの戦いで敗れ、ベーメンのフランス軍を撃退することも失敗したとなると、両勢力を一度に相手にするのはやはり無理だと認めざるを得なかった。
元々、同盟国であるイギリスからは参戦の条件としてプロイセンとの講和とフランスへの戦力集中を強く要求されており、多額の資金援助を受けている手前いつまでもその要求を無視することはできなかった。

## 内容
条件は以下のようであった。
- プロイセンは対オーストリア戦争から離脱する。
- オーストリアはシュレージエンのほぼ全域とグラッツ伯領をプロイセンに割譲する。国境はズデーテン山地とオッパ川とし、テシェン公領、イェーゲルンドルフ公領、トロッパウ公領の大半、ナイセ公領の一部はオーストリア領シュレージエンとして残された。
- イギリスとオランダが有していたシュレージエンの税収を担保とするオーストリアの債権約170万ターラー分はプロイセンが引き受ける。
- プロイセンは次の神聖ローマ皇帝選挙ではフランツ1世に投票する。

## 参考資料
- 林健太郎、堀米雇三 編『世界の戦史6 ルイ十四世とフリードリヒ大王』（人物往来社、1966年）
- 久保田正志『ハプスブルク家かく戦えり ヨーロッパ軍事史の一断面』（錦正社、2001年）
- Browning, Reed. The War of the Austrian Succession, （New York, St Martin's Press, 1993）
- Carlyle, Thomas. History of Friedrich II, PEACE OF BRESLAU
- de:Vorfrieden von Breslau (23:21, 27. Dez. 2008 UTC)